# South African Airways
South African Airways ou Suid-Afrikaanse Lugdiens (Code AITA : SA ; code OACI : SAA) est une grande compagnie aérienne d'Afrique du Sud après en avoir été la compagnie aérienne nationale.
Elle dessert plus de quarante destinations à partir de l'aéroport international OR Tambo ainsi que l'aéroport international du Cap. Son siège est situé à Johannesbourg et elle est membre de Star Alliance depuis 2006.
En 2020, à la suite de la crise économique liée à la pandémie de Covid-19, on apprend que la compagnie est en faillite. Le gouvernement sud-africain ayant refusé de lui accorder un prêt de 10 milliards de rands (500 millions d'euros) lui permettant de survivre après la crise, elle sera forcée de cesser toutes ses activités. Cependant la SAA restera active dans le transport de fret en direction de l'Afrique du Sud durant la pandémie.

## Historique
South African Airways (Suid-Afrikaanse Lugdiens - SAL - en afrikaans) a été fondée en 1934 par le gouvernement d'Afrique du Sud après le rachat de la compagnie privée Union Airways.
Les premiers vols nationaux reliaient Le Cap, Durban et Johannesbourg alors que les premières liaisons internationales étaient établies avec les colonies britanniques du Kenya et de l'Ouganda.

En 1945, les vols de SAA atteignent l'Europe mais il faut attendre 1960 pour que le premier Boeing 707 de SAA atterrisse en Europe. Deux ans plus tard, une liaison sans escale est établie entre le Royaume-Uni et l'Afrique du Sud. D'autres destinations européennes suivent.

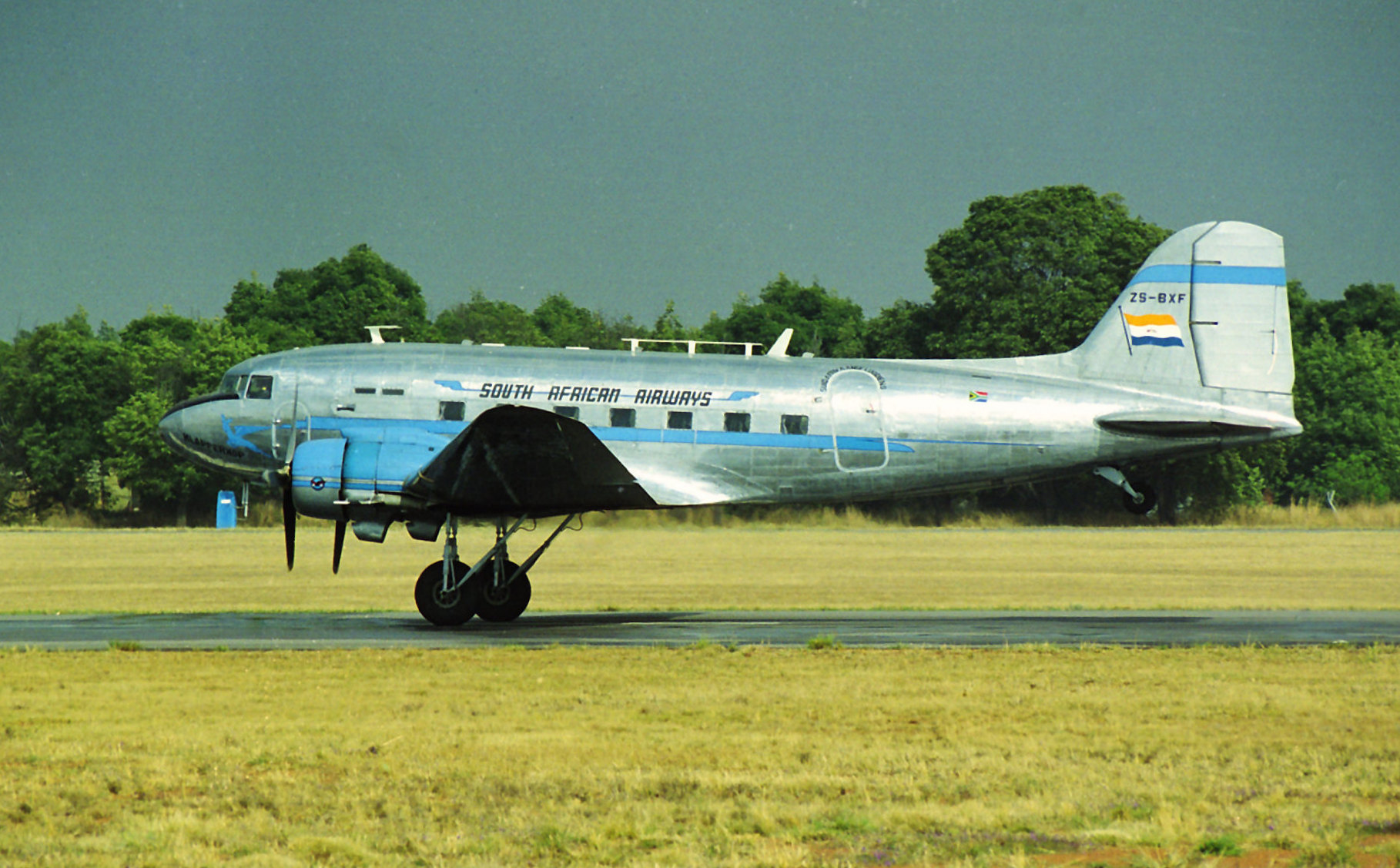
DC3
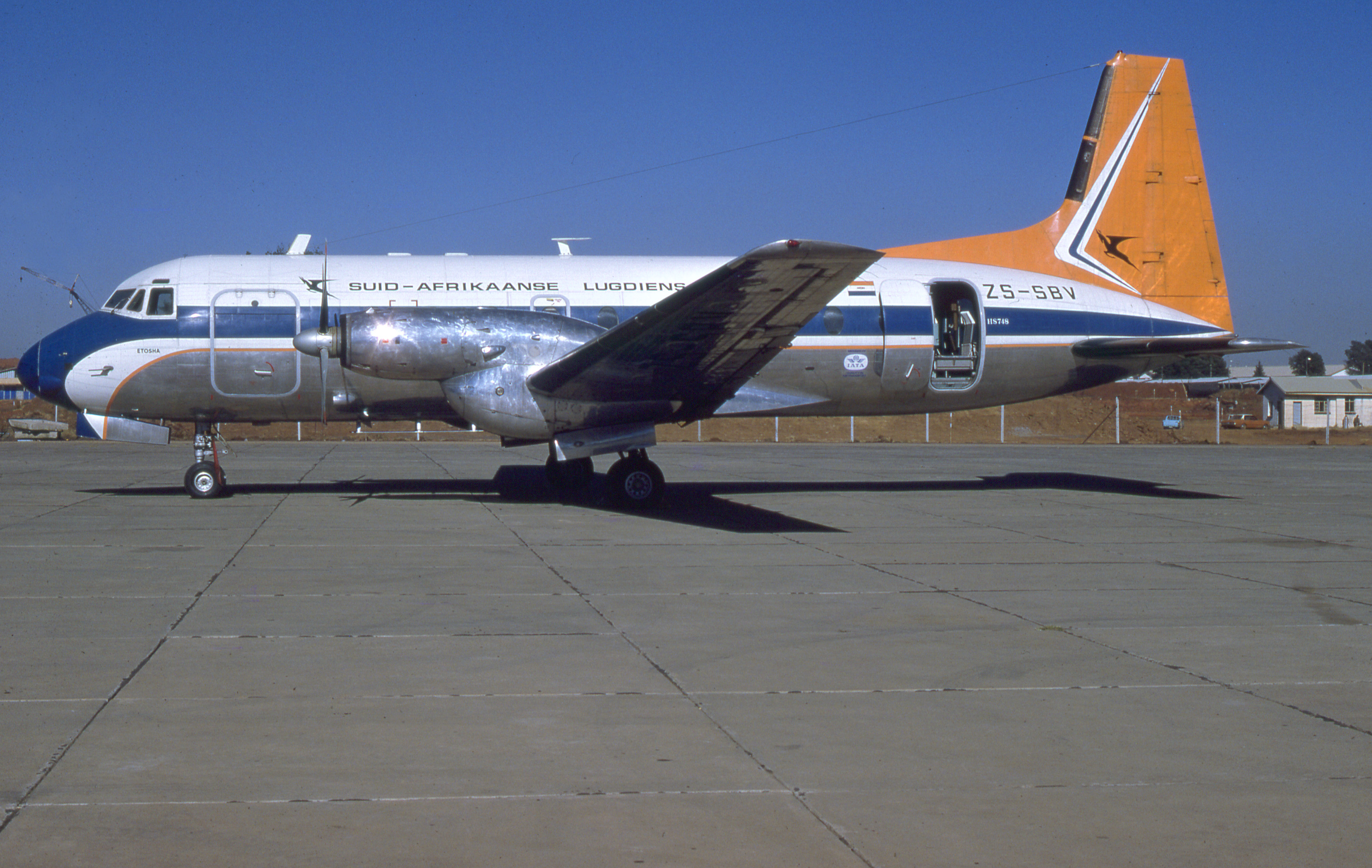
Hawker-Siddeley 748
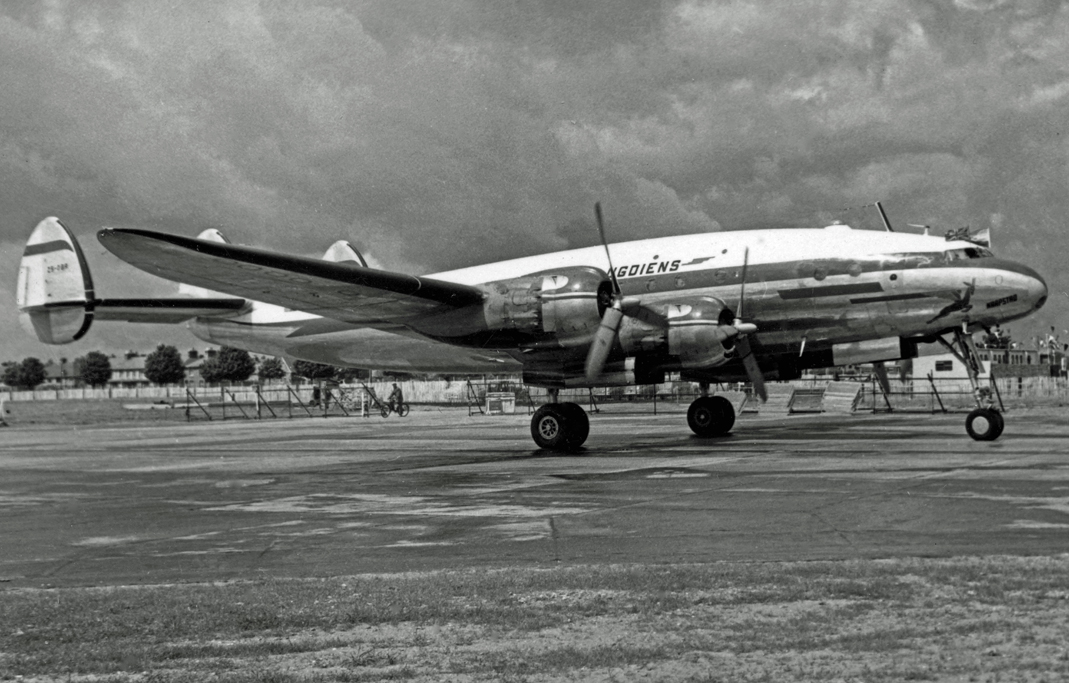
Lockheed L-749A en 1953
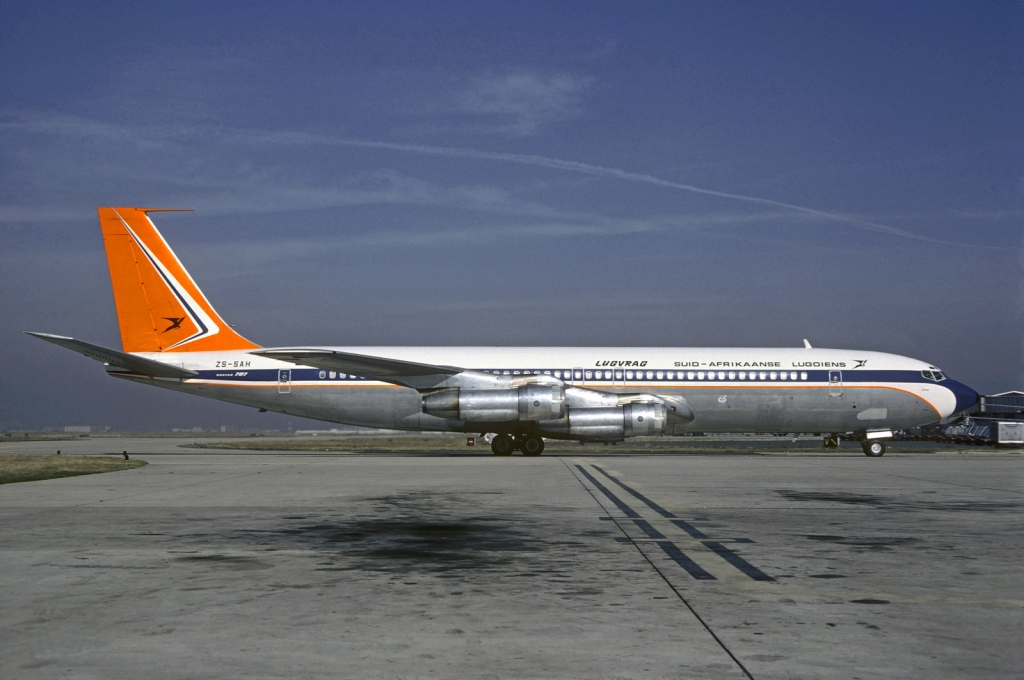
SAA Cargo Boeing 707

En 1971, SAA met en service son premier boeing 747 et est une des seules compagnies africaines à avoir des liaisons aériennes avec l'Amérique du Sud.
Les années 1970 marquent cependant le début des années d'ostracisme de l'Afrique du Sud en raison de sa politique d'apartheid et plusieurs pays refusent d'établir des liaisons aériennes, d'autres les suppriment.
À l'exception des pays voisins, les autres pays d'Afrique ferment leur espace aérien à SAA ou refusent des escales obligeant les vols de la compagnie à contourner le continent africain pour se rendre en Europe et en Israël.
| - Un Boeing 747SP de Suid-Afrikaanse Lugdiens dans son habillage des années 1970 et du début des années 1980. - Un Boeing 747SP de Suid-Afrikaanse Lugdiens dans son habillage du milieu des années 1980 à fin des années 1990. |

Néanmoins, la compagnie parvient à développer ses lignes vers l'Asie, notamment Hong Kong ou Taïwan (l'Afrique du Sud est alors l'un des rares pays à reconnaître la république de Chine de Taïwan).
En 1984, SAA célébra son cinquantième anniversaire.
En 1985, les liaisons vers l'Amérique du Sud sont interrompues, faute de voyageurs en nombre suffisant. Seule la liaison avec Rio de Janeiro est maintenue.
SAA est victime des condamnations internationales du régime d'apartheid au cours des années 1980. Ses bureaux à l'étranger sont attaqués et ses liaisons avec les États-Unis sont interrompues en 1986.
En 1987, les liaisons avec Perth et Sydney en Australie prennent fin pour des raisons politiques (opposition du gouvernement australien à l'apartheid).

Le 27 novembre 1987, le Boeing 747 du vol 295 SAA reliant Taïwan à Johannesbourg s'écrase dans l'océan Indien, près de l'île Maurice. Les causes du crash ne sont pas élucidées (certaines hypothèses évoquent un attentat). 

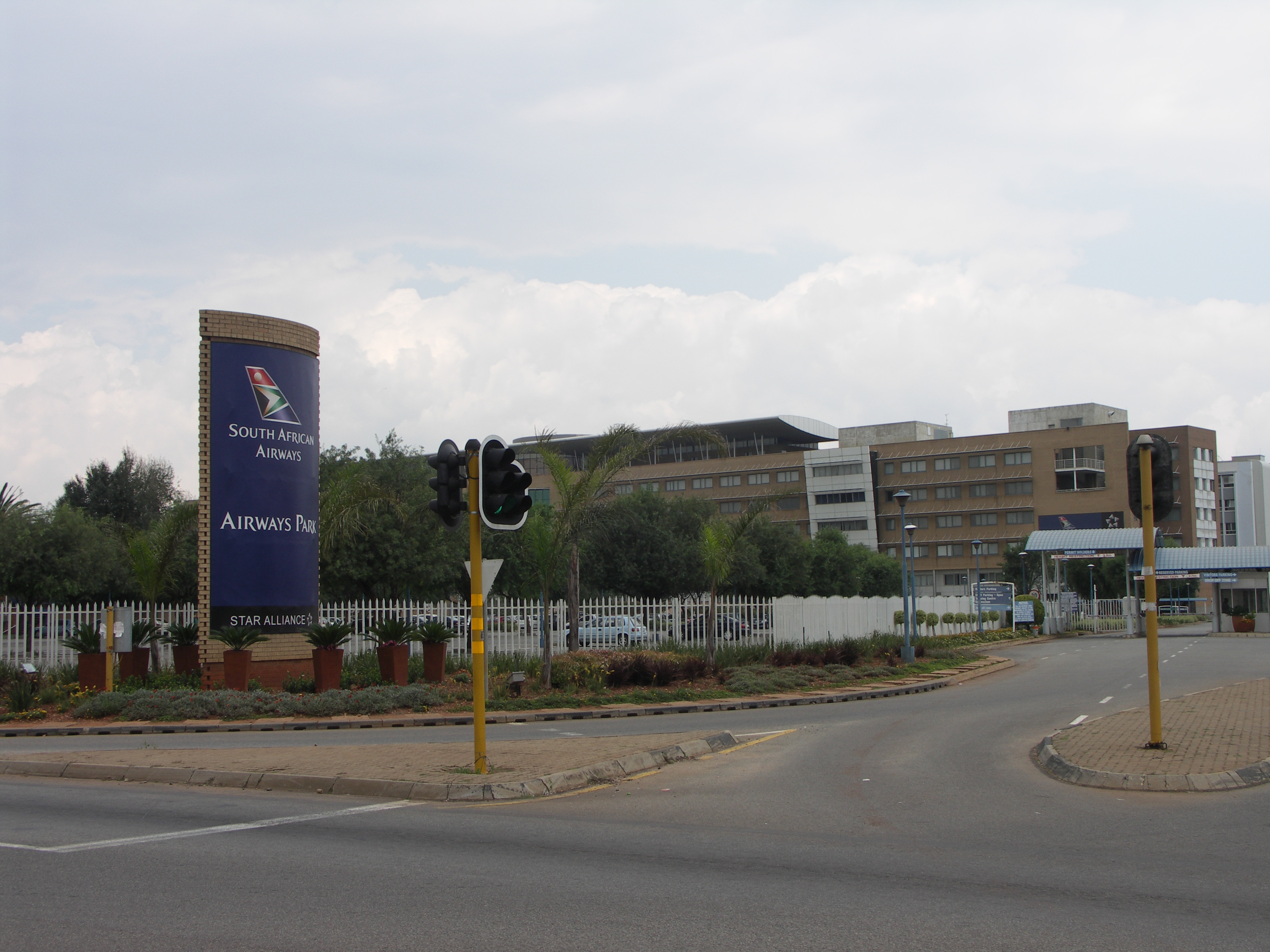
Airways Park, le siège social de South African Airways.

Après l'arrivée au pouvoir de Frederik de Klerk et la mise en place de négociations afin de démanteler le système d'apartheid, l'étau se desserre autour de SAA qui ouvre de nouveau, progressivement, toutes les destinations qui avaient été interrompues pour des raisons politiques et inaugurent de nouvelles liaisons aériennes en Afrique et en Asie.
À la fin de l'année 1990, SAA est consacrée comme la meilleure compagnie africaine par le London magazine Executive Travel.
En 1991, SAA renouvelle sa flotte et acquiert son premier Airbus A320 et son premier Boeing 747-400. La ligne avec New York est de nouveau ouverte alors que les toutes premiers liaisons aériennes sont établies avec l'Égypte et le Soudan.
En 1992, SAA ouvre sa première liaison Le Cap-Miami et revient en Australie. Elle organise ses premières alliances internationales avec American Airlines et Air Tanzania. Des vols directs sont dorénavant assurés avec Bangkok et Singapour.
La croissance s'accélère en 1993 et 1994. Les vols intérieurs sont dorénavant assurés en quatre langues (anglais, zoulou, afrikaans et sotho du Sud) alors que sur les vols internationaux, l'afrikaans est abandonné, laissant seuls en usage l'anglais et la langue du lieu de destination de l'avion.

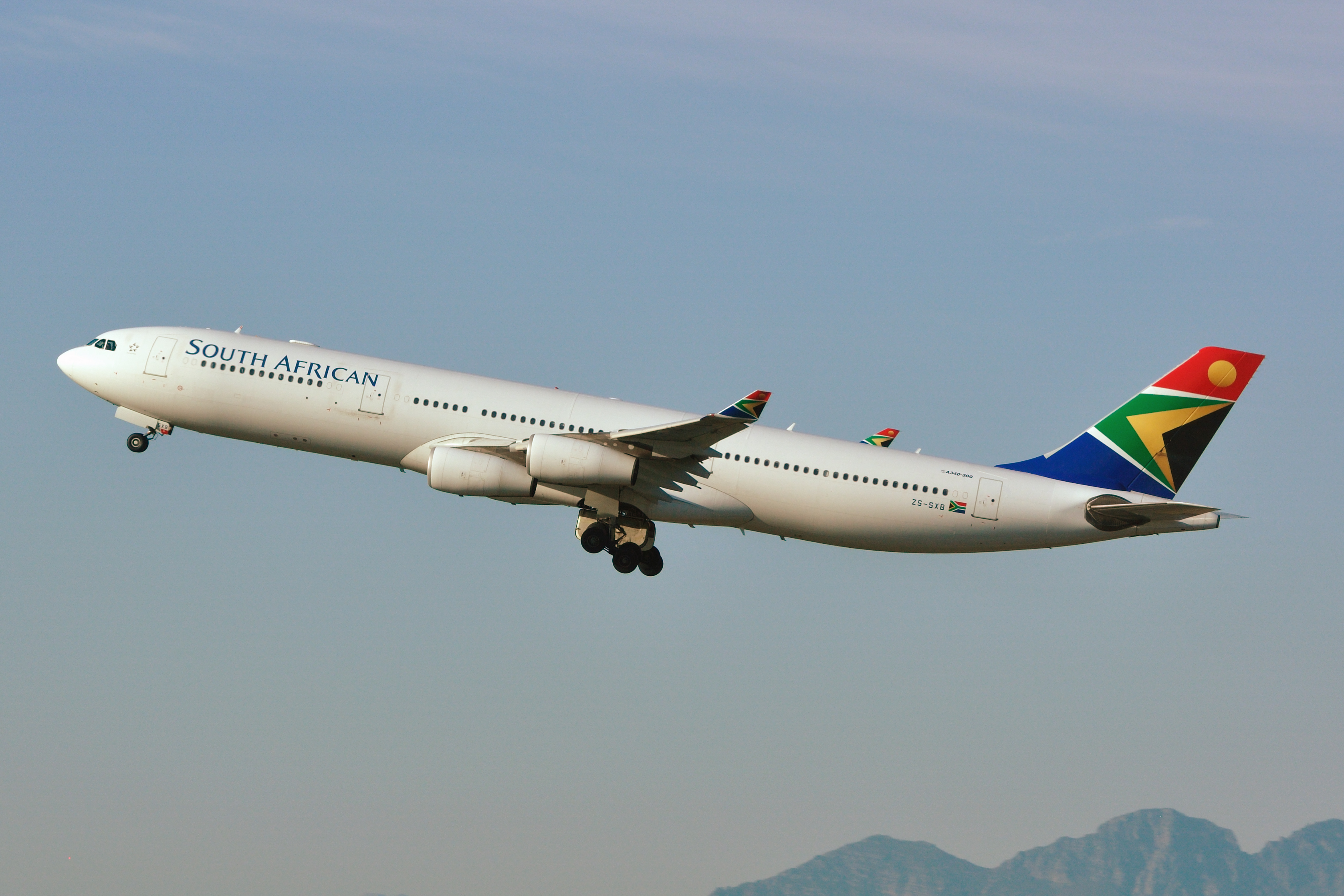
Airbus A340-300

En 1997, SAA refait son logo et ses couleurs. Elle abandonne le springbok ailé et les anciennes couleurs nationales (orange, blanc, bleue) au profit des nouvelles couleurs nationales et d'un soleil. Les noms SAA et SAL ne figurent plus sur la carlingue et ont été remplacés par 'South African'.
En 1998, les vols vers Buenos Aires et São Paulo sont rétablis.
En 2002, South African Airways achète pour 49 % des parts de la compagnie Air Tanzania.
En septembre 2004, la compagnie connaît des problèmes financiers et renonce à acheter 15 Airbus A320.
En 2006, South African Airways rejoint Star Alliance.

En 2007, la compagnie annonce une grande restructuration. Elle décide de mettre à la retraite ses Boeing 747 et ampute grandement les destinations européennes de son réseau, quittant par exemple Athènes, Madrid, Bruxelles, Amsterdam ou Paris. En Europe, South African Airways ne dessert ainsi plus que deux pays, l'Allemagne (Francfort, Munich) et le Royaume-Uni (Londres). Depuis 2007 également, la compagnie a abandonné d'autres grandes dessertes comme Bangkok, Dubaï, Houston, Los Angeles, Melbourne, Miami, Osaka, Rio De Janeiro, Singapour et Sydney entre autres.

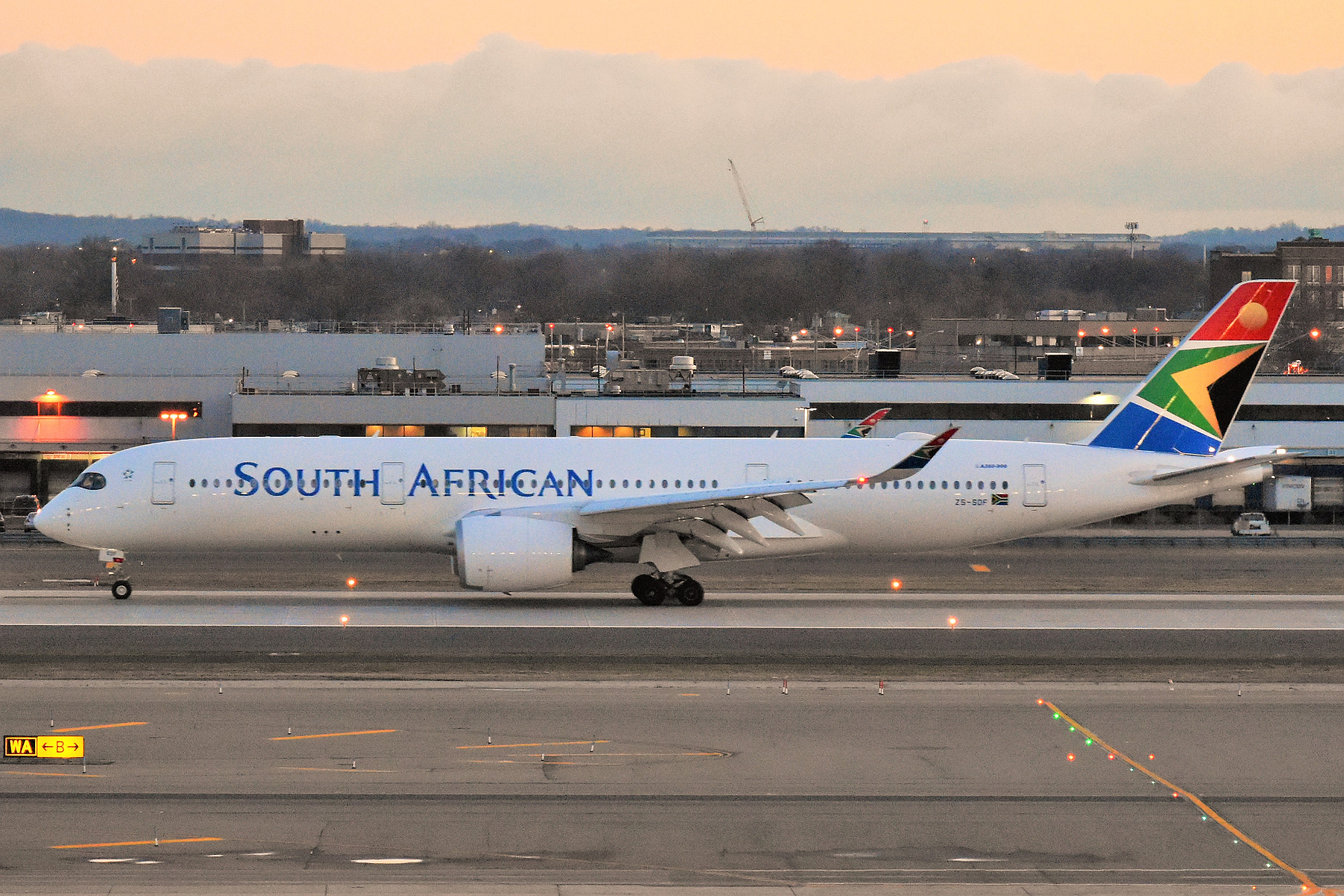
Airbus A350-941 ZS-SDF à l'aéroport de New York JFK

En 2012, South African Airways inaugure la liaison Johannesbourg-Pékin. Toutefois, cette ligne fortement non rentable fut supprimée au début de 2015, avec celle de Bombay.
En 2020, la crise économique provoquée la pandémie de Covid-19 entraîne la faillite de la compagnie déjà lourdement endettée, n'enregistrant plus de bénéfice depuis 2011 et placée sous perfusion d'argent public. L'État sud-africain qui lui a refusé une aide supplémentaire de 10 milliards de rands (500 millions d'euros) lui permettant de poursuivre son activité après la crise, annonce la création d'une nouvelle compagnie nationale financée par des fonds tant publics que privés.
En juin 2021, un ensemble d'investisseur privé annonce l'acquisition d'une participation de 51 % de South African Airways en plus d'investir 220 millions de dollars en fonds propre dans l'entreprise.

## Destinations
En avril 2013, South African Airways dessert de multiples villes suivantes, hors liaisons opérées par South African Express Airways et South African Airlink:
| Pays                             | Ville                        | Aéroport                                             | Service                        | Références |
| -------------------------------- | ---------------------------- | ---------------------------------------------------- | ------------------------------ | ---------- |
| Angola                           | Luanda                       | Aéroport international Quatro de Fevereiro           | Terminé (le 20 février 2020)   | [ 6 ]      |
| Argentine                        | Buenos Aires                 | Aéroport international Ezeiza                        | Terminé                        | [ 7 ]      |
| Australie                        | Melbourne                    | Aéroport de Melbourne                                | Terminé                        | [ 8 ]      |
| Australie                        | Perth                        | Aéroport de Perth                                    | En service                     | [ 6 ]      |
| Australie                        | Sydney                       | Aéroport Kingsford-Smith de Sydney                   | Terminé                        | [ 9 ]      |
| Autriche                         | Vienne                       | Aéroport de Vienne-Schwechat                         | Terminé                        | [ 10 ]     |
| Belgique                         | Bruxelles                    | Aéroport de Bruxelles                                | Terminé                        | [ 10 ]     |
| Bénin                            | Cotonou                      | Aéroport de Cotonou-Cardinal Bernadin Gantin         | Terminé                        | [ 11 ]     |
| Botswana                         | Francistown                  | Aéroport international de Francistown                | Terminé                        | [ 12 ]     |
| Botswana                         | Gaborone                     | Aéroport international de Gaborone                   | Terminé                        | [ 12 ]     |
| Botswana                         | Selebi-Phikwe                | Aéroport de Selebi-Phikwe                            | Terminé                        | [ 12 ]     |
| Brésil                           | Rio de Janeiro               | Aéroport international de Rio de Janeiro-Galeão      | Terminé                        | [ 8 ]      |
| Brésil                           | São Paulo                    | Aéroport international de Guarulhos                  | Fin du service le 31 mars 2020 | [ 6 ]      |
| Burundi                          | Bujumbura                    | Aéroport de Bujumbura-Melchior Ndadaye               | Terminé                        | [ 13 ]     |
| Cameroun                         | Douala                       | Aéroport de Douala                                   | En service                     | ,          |
| Cap-Vert                         | Sal                          | Aéroport Amilcar Cabral                              | Terminé                        | [ 10 ]     |
| Chine                            | Pékin                        | Aéroport international de Pékin                      | Terminé                        | [ 15 ]     |
| Chine                            | Hong Kong                    | Aéroport international de Hong Kong                  | Terminé (le 29 février 2020)   | [ 5 ]      |
| République démocratique du Congo | Kinshasa                     | Aéroport International de Ndjili - Kinshasa          | En service                     | [ 6 ]      |
| Danemark                         | Copenhague                   | Aéroport de Copenhague                               | Terminé                        | [ 9 ]      |
| Eswatini                         | Manzini                      | Aéroport de Matsapha                                 | Terminé                        | [ 9 ]      |
| France                           | Paris                        | Aéroport de Paris-Charles-de-Gaulle                  | Terminé                        | [ 9 ]      |
| Gabon                            | Libreville                   | Aéroport international de Libreville Léon-Mba        | Terminé                        | ,          |
| Allemagne                        | Francfort-sur-le-Main        | Aéroport de Francfort                                | En service                     | [ 6 ]      |
| Allemagne                        | Munich                       | Aéroport Franz-Josef-Strauss de Munich               | Terminé (le 29 février 2020)   | ,          |
| Ghana                            | Accra                        | Kotoka International Airport                         | En service                     | [ 6 ]      |
| Grèce                            | Athènes                      | Aéroport international d'Hellinikon                  | Aéroport Fermé                 | [ 10 ]     |
| Inde                             | Mumbai                       | Aéroport international Chhatrapati Shivaji           | Terminé                        | [ 15 ]     |
| Israël                           | Tel Aviv                     | Aéroport international de Tel Aviv-David Ben Gourion | Terminé                        | [ 10 ]     |
| Italie                           | Milan                        | Aéroport de Milan Malpensa                           | Terminé                        | [ 8 ]      |
| Italie                           | Rome                         | Aéroport Léonard-de-Vinci de Rome Fiumicino          | Terminé                        | [ 10 ]     |
| Côte d'Ivoire                    | Abidjan                      | Aéroport International Félix Houphouët Boigny        | Terminé                        | [ 14 ]     |
| Japon                            | Osaka                        | Aéroport international du Kansai                     | Terminé                        | [ 9 ]      |
| Kenya                            | Nairobi                      | Aéroport international Jomo Kenyatta                 | En service                     | [ 6 ]      |
| Lesotho                          | Maseru                       | Aéroport international de Maseru                     | Terminé                        | [ 9 ]      |
| Luxembourg                       | Luxembourg                   | Aéroport de Luxembourg                               | Terminé                        | [ 8 ]      |
| Malawi                           | Blantyre                     | Aéroport international de Chileka                    | Terminé                        | [ 14 ]     |
| Malawi                           | Lilongwe                     | Aéroport international de Lilongwe                   | En service                     | [ 6 ]      |
| Maurice                          | Port Louis                   | Aéroport international Sir Seewoosagur Ramgoolam     | En service                     | [ 6 ]      |
| Mozambique                       | Maputo                       | Aéroport international de Maputo                     | En service                     | [ 6 ]      |
| Namibie                          | Keetmanshoop                 | Aéroport de Keetmanshoop                             | Terminé                        | [ 12 ]     |
| Namibie                          | Windhoek                     | Aéroport international Hosea Kutako de Windhoek      | En service                     | [ 6 ]      |
| Pays-Bas                         | Amsterdam                    | Aéroport d'Amsterdam-Schiphol                        | Terminé                        | [ 9 ]      |
| Nigeria                          | Abuja                        | Aéroport international Nnamdi Azikiwe                | Terminé                        | [ 16 ]     |
| Nigeria                          | Lagos                        | Aéroport international Murtala Muhammed              | Terminé                        | [ 14 ]     |
| Portugal                         | Lisbonne                     | Aéroport international de Lisbonne                   | Terminé                        | [ 10 ]     |
| République du Congo              | Brazzaville                  | Aéroport international Maya-Maya                     | Terminé                        | [ 14 ]     |
| République du Congo              | Pointe Noire                 | Aéroport international A.A. Neto de Pointe-Noire     | En service                     | [ 17 ]     |
| Rwanda                           | Kigali                       | Aéroport international de Kigali                     | Terminé                        | [ 13 ]     |
| Réunion                          | Saint-Denis                  | Aéroport de Saint-Denis/Roland Garros                | Terminé                        | [ 10 ]     |
| Sénégal                          | Dakar                        | Aéroport de Dakar-Blaise Diagne                      | Terminé                        | [ 18 ]     |
| Sénégal                          | Dakar                        | Aéroport Militaire Léopold Sédar Senghor             | Terminé                        | [ 18 ]     |
| Seychelles                       | Mahé                         | Aéroport international de Victoria-Seychelles        | Terminé                        | [ 12 ]     |
| Afrique du Sud                   | Alexander Bay                | Aéroport d'Alexander Bay                             | Terminé                        | [ 19 ]     |
| Afrique du Sud                   | Bloemfontein                 | Aéroport Bram Fischer de Bloemfontein                | Terminé                        | [ 9 ]      |
| Afrique du Sud                   | Le Cap                       | Aéroport international du Cap                        | En service                     | [ 20 ]     |
| Afrique du Sud                   | Durban                       | Aéroport international King Shaka                    | Terminé (le 29 février 2020)   | [ 5 ]      |
| Afrique du Sud                   | East London                  | Aéroport de East London                              | Terminé (le 29 février 2020)   | [ 14 ]     |
| Afrique du Sud                   | George                       | Aéroport de George                                   | Terminé                        | [ 9 ]      |
| Afrique du Sud                   | Hoedspruit                   | Aéroport de Hoedspruit                               | Terminé                        | [ 9 ]      |
| Afrique du Sud                   | Johannesbourg                | Aéroport international OR Tambo                      | Centre                         | ,          |
| Afrique du Sud                   | Kimberley                    | Aérodrome de Kimberley                               | Terminé                        | [ 9 ]      |
| Afrique du Sud                   | Margate                      | Aéroport de Margate                                  | Terminé                        | [ 9 ]      |
| Afrique du Sud                   | Mmabatho                     | Aéroport international de Mmabatho                   | Terminé                        | [ 9 ]      |
| Afrique du Sud                   | Nelspruit                    | Aéroport de Nelspruit                                | Terminé                        | [ 9 ]      |
| Afrique du Sud                   | Phalaborwa                   | Aérodrome Hendrik Van Eck de Phalaborwa              | Terminé                        | [ 9 ]      |
| Afrique du Sud                   | Pietermaritzburg             | Aérodrome de Pietermaritzburg                        | Terminé                        | [ 9 ]      |
| Afrique du Sud                   | Pietersburg                  | Aéroport de Polokwane/Pietersburg                    | Terminé                        | [ 9 ]      |
| Afrique du Sud                   | Plettenberg Bay              | Aérodrome de Plettenberg Bay                         | Terminé                        | [ 9 ]      |
| Afrique du Sud                   | Port Elizabeth               | Aéroport de Port Elizabeth                           | Terminé (le 29 février 2020)   | [ 14 ]     |
| Afrique du Sud                   | Richards Bay                 | Aéroport de Richards Bay                             | Terminé                        | [ 9 ]      |
| Afrique du Sud                   | Skukuza                      | Aérodrome de Skukuza                                 | Terminé                        | [ 9 ]      |
| Afrique du Sud                   | Sun City                     | Aéroport de Pilanesberg                              | Terminé                        | [ 9 ]      |
| Afrique du Sud                   | Ulundi                       | Aérodrome d'Ulundi                                   | Terminé                        | [ 9 ]      |
| Afrique du Sud                   | Mthatha (anciennement Umata) | Aéroport de Mthatha                                  | Terminé                        | [ 9 ]      |
| Afrique du Sud                   | Upington                     | Aéroport d'Upington                                  | Terminé                        | [ 9 ]      |
| Espagne                          | Las Palmas de Gran Canaria   | Aéroport de Grande Canarie                           | Terminé                        | [ 12 ]     |
| Espagne                          | Madrid                       | Aéroport Adolfo-Suárez de Madrid-Barajas             | Terminé                        | [ 12 ]     |
| Sri Lanka                        | Colombo                      | Aéroport international Bandaranaike                  | Terminé                        | [ 8 ]      |
| Suisse                           | Zurich                       | Aéroport international de Zurich                     | Terminé                        | [ 9 ]      |
| Taïwan                           | Taipei                       | Aéroport international Taiwan-Taoyuan                | Terminé                        | [ 10 ]     |
| Tanzanie                         | Dar es Salaam                | Aéroport international Julius-Nyerere                | En service                     | [ 6 ]      |
| Thaïlande                        | Bangkok                      | Aéroport international Don Muang                     | Terminé                        | [ 9 ]      |
| Ouganda                          | Entebbe                      | Aéroport international d'Entebbe                     | Terminé (le 29 février 2020)   | [ 6 ]      |
| Émirats arabes unis              | Abou Dabi                    | Aéroport international d'Abou Dabi                   | Terminé                        | [ 21 ]     |
| Royaume-Uni                      | Londres                      | Aéroport de Londres Heathrow                         | En service                     | [ 6 ]      |
| États-Unis                       | Houston                      | Aéroport intercontinental George-Bush de Houston     | Terminé                        | [ 10 ]     |
| États-Unis                       | Miami                        | Aéroport international de Miami                      | Terminé                        | [ 9 ]      |
| États-Unis                       | New York                     | Aéroport international John F. Kennedy               | En service                     | [ 6 ]      |
| États-Unis                       | Washington                   | Aéroport international de Washington-Dulles          | En service                     | [ 6 ]      |
| Zambie                           | Livingstone                  | Aéroport de Livingstone                              | En service                     | [ 6 ]      |
| Zambie                           | Lusaka                       | Aéroport international de Lusaka                     | En service                     | [ 6 ]      |
| Zambie                           | Ndola                        | Aéroport international Simon Mwansa Kapwepwe         | Terminé                        | [ 6 ]      |
| Zimbabwe                         | Bulawayo                     | Aéroport International Joshua Mqabuko Nkomo          | Terminé                        | [ 12 ]     |
| Zimbabwe                         | Harare                       | Aéroport international d'Harare                      | En service                     | [ 6 ]      |
| Zimbabwe                         | Victoria Falls               | Aéroport de Victoria Falls                           | En service                     | [ 6 ]      |

### Alliance et partenariats
South African Airways est membre de Star Alliance depuis 2006.
En dehors de ses partenaires d'alliance, elle a signé des accords de partage de codes avec :
- Air Canada*
- Air China*
- Air Mauritius
- Air New Zealand*
- Air Seychelles
- All Nippon Airways*
- Asiana Airlines*
- EgyptAir*
- Emirates
- Ethiopian Airlines*
- Etihad Airways
- JetBlue
- LAM Mozambique Airlines
- LATAM Brasil
- Lufthansa*
- Mango
- Qantas
- RwandAir
- Scandinavian Airlines*
- Singapore Airlines*
- Swiss International Air Lines*
- TAAG Angola Airlines
- TAP Air Portugal*
- United Airlines*
- Virgin Australia

*membres de Star Alliance

## Flotte

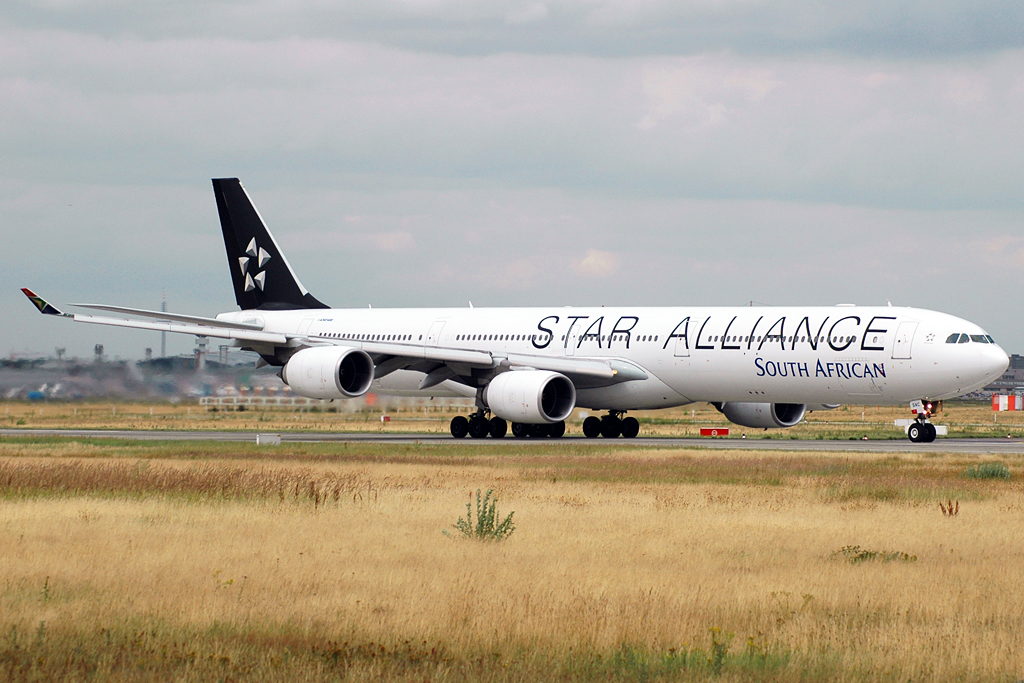
Airbus A340-600 dans la livrée Star Alliance.

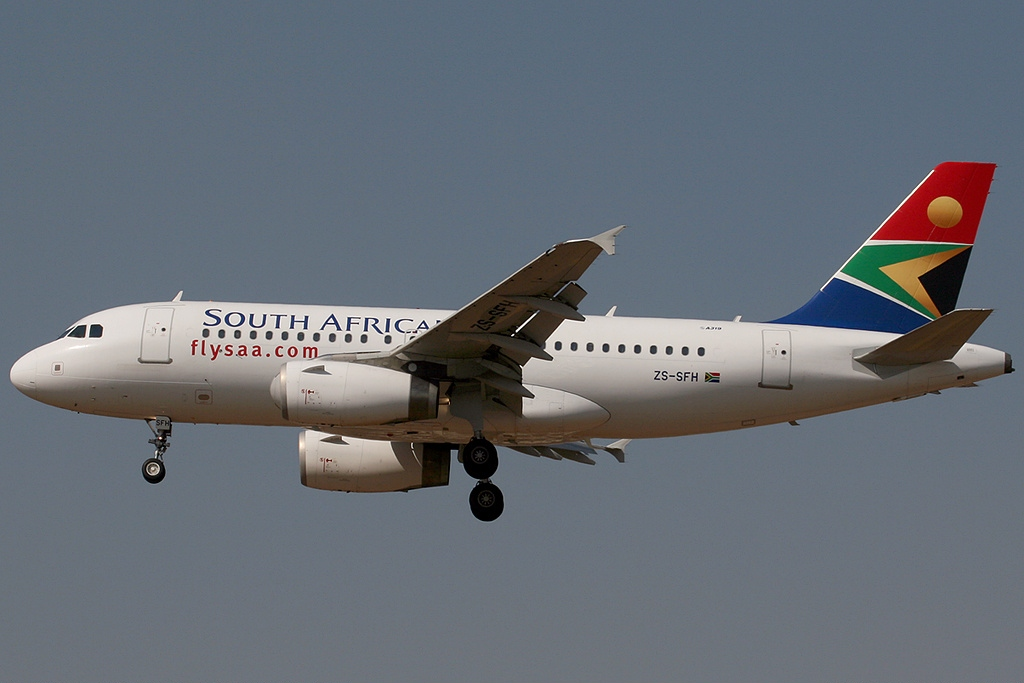
Airbus A319-131.

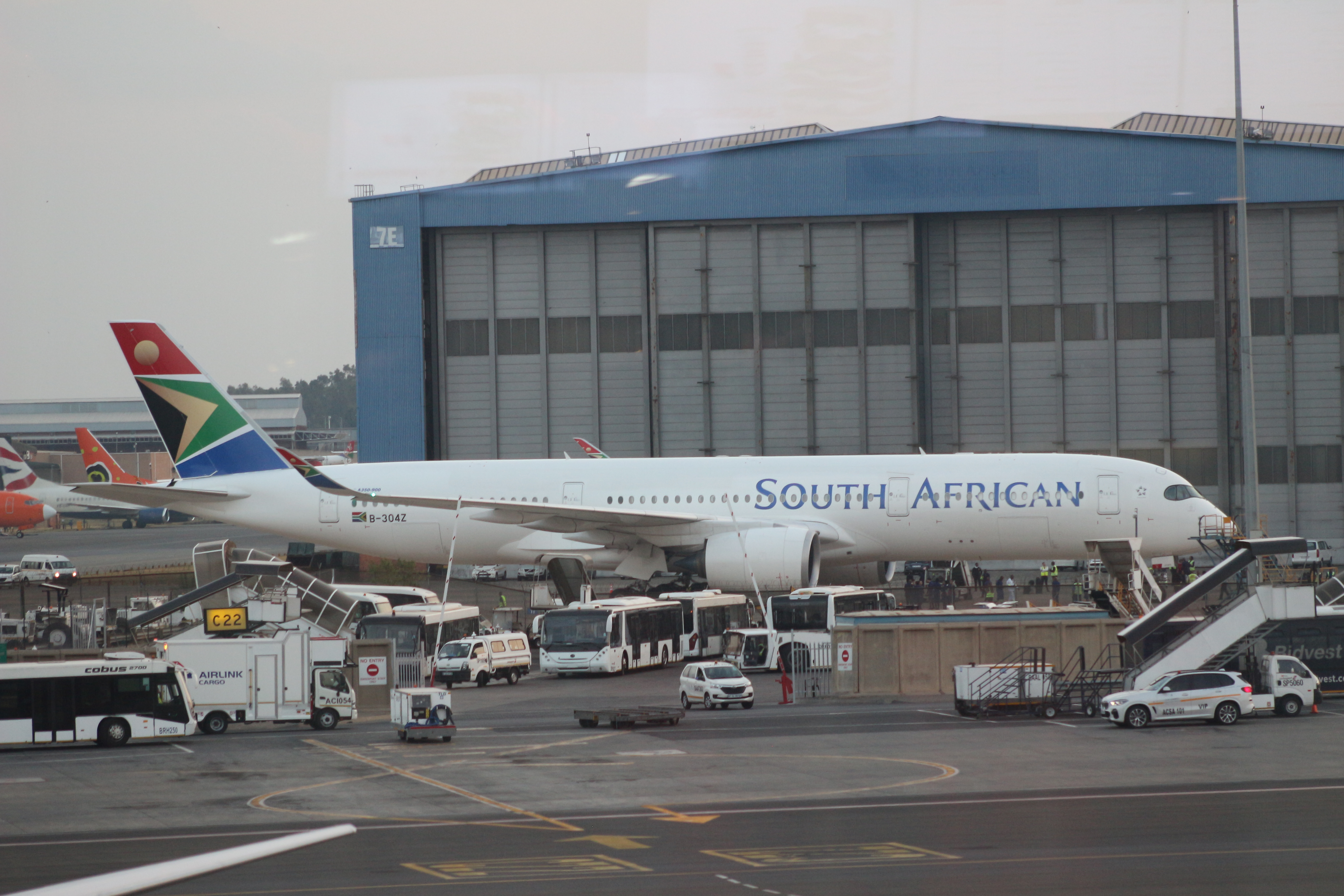
Airbus A350-900 de South African Airways

La flotte de South African Airways se compose des appareils suivants le 1 février 2023 :